# Franco Daniel Mendoza
Franco Daniel Mendoza (Sunchales, Provincia de Santa Fe, 18 de agosto de 1981) es un futbolista argentino. Juega de delantero y actualmente se desempeña en Club Libertad del Primera División de Paraguay.

## Trayectoria

### Atlético de Rafaela
Franco Mendoza inició su carrera como futbolista en el Atlético de Rafaela de la Primera "B" Nacional. En la temporada 2002-2003 luego de una gran campaña ascendió con su equipo a la Primera División, compartiendo la delantera con Rubén Forestello quien fue uno de los goleadores de ese torneo. A pesar de que sólo estuvieron un año en Primera ya que descendieron nuevamente al Torneo Nacional B luego de perder la promoción frente a Huracán, él se mantuvo con el club hasta el 2005. Compartió camerinos en Rafaela con Marcelo Barovero y el internacional paraguayo Carlos Bonet.
El 28 de agosto del 2005 debutó en una copa internacional, fue ante Estudiantes de La Plata en la Copa Sudamericana con Banfield. Luego tuvo un breve paso en el Godoy Cruz.
En el 2007 jugó por primera vez en el extranjero con el Atlante de la Primera División de México, luego volvió a su país y lo fichó Huracán. Posteriormente fue contratado por el Olimpia de Paraguay. Jugó la temporada 2009 en el Emelec de Ecuador, equipo en el que marcó su primer gol en una copa internacional, en la victoria de su equipo en la Copa Sudamericana 2009 ante el Zamora FC, en Emelec anotó 8 goles en partidos oficiales (6 por Campeonato Nacional y 2 en Copa Sudamericana), aquí se lo apodó "Milagroso" ya que varios de sus goles fueron importantes y en tiempos de descuento, uno de ellos le dio a Emelec el primer lugar en la última fecha del primer semestre del 2009.
En el 2010 se unió al Total Chalaco de la Primera División del Perú. A pesar de que su equipo perdió la categoría, fue uno de los mayores baluartes del plantel y uno de los goleadores del Campeonato Descentralizado 2010. Al año siguiente regresó a su país para jugar por el Arsenal de Sarandídonde estuvo 6 meses.
En 2011 2012 volvió a jugar en B Nacional para gimnasia de la plata. Segunda etapa de 2012 fue a Santamarina de Tandil donde su DT era el gran Gustavo Coleoni. Primera etapa del 2013 viajó al norte del país argentino y fichó para GYT Salta. Terminó su carrera en su ciudad natal, precisamente en Libertad de Sunchales año 2013-2014 donde fue goleador del equipo junto a Emiliano López y Germán Weisner con 7 goles. 
Comenzó su carrera como entrenador en el 2016 dirigiendo infantiles en AMSYD Atlético Rafaela. En el 2018 en la Primera de Liga y ayudante de Lito Bottaniz donde la reserva salió campeón en el torneo de B Nacional. 2019 fue entrenador de quinta división. Actualmente dirige nuevamente Primera de Liga en el club donde comenzó su carrera como DT.

## Clubes
| Club                        | País      | Año       |
| --------------------------- | --------- | --------- |
| Atlético de Rafaela         | Argentina | 2000-2005 |
| Banfield                    | Argentina | 2005-2006 |
| Godoy Cruz                  | Argentina | 2006      |
| Atlante                     | México    | 2007      |
| Huracán                     | Argentina | 2007-2008 |
| Olimpia                     | Paraguay  | 2008      |
| Emelec                      | Ecuador   | 2009      |
| Total Chalaco               | Perú      | 2010      |
| Arsenal de Sarandí          | Argentina | 2011      |
| Gimnasia y Esgrima La Plata | Argentina | 2011-2012 |
| Deportivo Santamarina       | Argentina | 2012      |
| Libertad                    | Paraguay  | 2013      |
| Gimnasia y Tiro             | Argentina | 2013-2014 |
| Sportivo Ben Hur            | Argentina | 2014      |
| Colegiales                  | Argentina | 2015      |
| Mitre                       | Argentina | 2016      |

## Palmarés

### Campeonatos nacionales
| Título               | Club                | País      | Año  |
| -------------------- | ------------------- | --------- | ---- |
| Primera "B" Nacional | Atlético de Rafaela | Argentina | 2003 |